# FK Tiumeń
FK Tiumeń (ros. Футбольный клуб «Тюмень») – rosyjski klub piłkarski z siedzibą w Tiumeni.

## Historia
Chronologia nazw:
- 1961–1963: Gieołog Tiumeń (ros. «Геолог» Тюмень)
- 1964–1965: Priboj Tiumeń (ros. «Прибой» Тюмень)
- 1966–1977: Nieftianik Tiumeń (ros. «Нефтяник» Тюмень)
- 1978–1979: Stroitiel Tiumeń (ros. «Строитель» Тюмень)
- 1980–1982: Fakieł Tiumeń (ros. «Факел» Тюмень)
- 1983–1991: Gieołog Tiumeń (ros. «Геолог» Тюмень)
- 1992–1996: Dinamo-Gazowik Tiumeń (ros. «Динамо-Газовик» Тюмень)
- 1997–2002: FK Tiumeń (ros. ФК «Тюмень»)
- 2003: SDJuSzOR-Sibnieftieprowod Tiumeń (ros. «СДЮШОР-Сибнефтепровод» Тюмень)
- od 2004: FK Tiumeń (ros. ФК «Тюмень»)

Piłkarska drużyna Gieołog została założona w mieście Tiumeń w 1961, chociaż jeszcze wcześniej od 1938 miasto reprezentował klub, który nazywał się Łokomotiw.
W tym że roku zespół debiutował w Klasie B, strefie 5 Mistrzostw ZSRR i występował w niej dwa sezony. W 1963 po reorganizacji systemu lig ZSRR klub spadł do niższej ligi.
W 1970 po kolejnej reorganizacji systemu lig ZSRR klub okazał się w Klasie B, strefie 3, w której zajął 2. miejsce i awansował do Drugiej Ligi.
W 1986 zajął pierwsze miejsce w swojej strefie oraz w turnieju finałowym i awansował do Pierwszej Ligi.
W Mistrzostwach Rosji klub startował w Wyższej Lidze i występował w niej do 1998, z wyjątkiem 1993 i 1996, kiedy to spadł na rok do Pierwszej Ligi.
Od 2000 klub występował w Drugiej Dywizji, strefie Uralskiej. Jednak w sezonie 2003 kierownictwo klubu postanowiło nie uczestniczyć w rozgrywkach profesjonalnych. W 2004 zespół był zmuszony rozpocząć rozgrywki w Amatorskiej Lidze.
Dopiero od 2005 klub ponownie występuje w Drugiej Dywizji, strefie Uralsko-Nadwołżańskiej.

## Sukcesy
- 11. miejsce w Pierwszej Lidze ZSRR: 1989, 1990
- 1/16 finału Pucharu ZSRR: 1985
- 12. miejsce w Rosyjskiej Wyższej Lidze: 1994
- 1/16 finału Pucharu Rosji: 1995, 1996, 1998, 1999